# Championnat d'Italie de rugby à XV 2000-2001
Navigation
Serie A1 1999-2000 Super 10 2001-2002
Le Championnat d'Italie de rugby à XV 2000-2001 oppose les douze meilleures équipes italiennes de rugby à XV. Le championnat débute en 2000 et se termine le 2 juin 2001. Les douze équipes participent à ce championnat avec deux groupes de six clubs chacun. Les trois premiers disputent le tour final et les trois derniers la poule de relégation. Les quatre premiers du tour final sont qualifiés pour les demi-finales.
En raison de la réduction du tournoi de douze à dix équipes pour la saison suivante, trois clubs sont relégués en Championnat d'Italie de rugby à XV de 2e division, qui prend par ailleurs le nom de Série A, et sont remplacés par la seule équipe de Bologne. Le Benetton Rugby Trévise bat en finale l'Amatori & Calvisano Fly Flot sur le score de 33 à 13 et remporte son 9e titre. Le match se déroule au Stade Renato-Dall'Ara à Bologne devant 4 165 spectateurs.

## Équipes participantes
Les douze équipes sont les suivantes :
| - L'Aquila - Benetton Rugby Trévise - Amatori & Calvisano Fly Flot - Gran Parma Bignami - Livorno Agenzia Espressi - Parma Overmach | - Petrarca ePlanet - Piacenza Two Net - Rugby Roma RDS - Rovigo Ilcev - San Donà Iranian Loom - Arix Viadana |

## Résultats

### Phase de groupe

#### Groupe A
| Rang | Club                     | J  | V | N | D  | Bo | Bd | Pm  | Pe  | Diff | Pts |
| ---- | ------------------------ | -- | - | - | -- | -- | -- | --- | --- | ---- | --- |
| 1    | Rugby Rome (T)           | 10 | 8 | 0 | 2  | 7  | 0  | 390 | 224 | +166 | 39  |
| 2    | Rugby Viadana            | 10 | 7 | 0 | 3  | 8  | 0  | 349 | 210 | +139 | 36  |
| 3    | Amatori & Calvisano      | 10 | 6 | 0 | 4  | 7  | 0  | 247 | 219 | +28  | 30  |
| 4    | Petrarca Padoue          | 10 | 6 | 0 | 4  | 6  | 0  | 326 | 234 | +92  | 10  |
| 5    | Piacenza Two Net         | 10 | 3 | 0 | 7  | 4  | 0  | 245 | 296 | -51  | 16  |
| 6    | Livorno Agenzia Espressi | 10 | 0 | 0 | 10 | 0  | 0  | 149 | 523 | -374 | 0   |

|  | Qualifiés pour le tour final (no 1, no 2, no 3) |
|  | T : tenant du titre 2000                        |

Attribution des points : victoire : 4, match nul : 2, défaite : 0, ; plus les bonus (offensif : 4 essais marqués ; défensif : défaite par 7 points d'écart ou moins).

#### Groupe B
| Rang | Club                  | J  | V | N | D  | Bo | Bd | Pm  | Pe  | Diff | Pts |
| ---- | --------------------- | -- | - | - | -- | -- | -- | --- | --- | ---- | --- |
| 1    | Benetton Trévise      | 10 | 9 | 0 | 1  | 6  | 0  | 354 | 162 | +192 | 42  |
| 2    | L'Aquila Rugby        | 10 | 5 | 1 | 4  | 5  | 0  | 270 | 229 | +41  | 27  |
| 3    | Rugby Parma           | 10 | 5 | 1 | 4  | 5  | 0  | 220 | 192 | +28  | 27  |
| 4    | Rugby Rovigo          | 10 | 4 | 1 | 5  | 5  | 0  | 184 | 221 | -37  | 23  |
| 5    | SKG Gran Parma        | 10 | 3 | 0 | 7  | 2  | 0  | 177 | 233 | -56  | 6   |
| 6    | San Donà Iranian Loom | 10 | 0 | 0 | 10 | 1  | 0  | 163 | 331 | -168 | 0   |

|  | Qualifiés pour le tour final (no 1, no 2, no 3) |

Attribution des points : victoire : 4, match nul : 2, défaite : 0, ; plus les bonus (offensif : 4 essais marqués ; défensif : défaite par 7 points d'écart ou moins).

### Tour final
| Rang | Club                | J  | V | N | D | Bo | Bd | Pm  | Pe  | Diff | Pts |
| ---- | ------------------- | -- | - | - | - | -- | -- | --- | --- | ---- | --- |
| 1    | Benetton Trévise    | 10 | 7 | 0 | 3 | 6  | 0  | 293 | 189 | +104 | 34  |
| 2    | Amatori & Calvisano | 10 | 6 | 1 | 3 | 4  | 0  | 241 | 199 | +42  | 30  |
| 3    | Rugby Rome          | 10 | 5 | 0 | 5 | 6  | 0  | 261 | 244 | +17  | 26  |
| 4    | Rugby Viadana       | 10 | 5 | 1 | 4 | 6  | 0  | 223 | 284 | -61  | 24  |
| 5    | Rugby Parma         | 10 | 5 | 0 | 5 | 4  | 0  | 223 | 284 | -61  | 24  |
| 6    | L'Aquila Rugby      | 10 | 1 | 0 | 9 | 1  | 0  | 202 | 354 | -152 | 5   |

|  | Qualifiés la coupe d'Europe 2001-2002 et pour les demi-finales (no 1, no 2)      |
|  | Qualifiés pour le Challenge européen 2001-2002 et les demi-finales (no 3, no 4). |

Attribution des points : victoire : 4, match nul : 2, défaite : 0, ; plus les bonus (offensif : 4 essais marqués ; défensif : défaite par 7 points d'écart ou moins).

### Tour de relégation
| Rang | Club                     | J  | V | N | D  | Bo | Bd | Pm  | Pe  | Diff | Pts |
| ---- | ------------------------ | -- | - | - | -- | -- | -- | --- | --- | ---- | --- |
| 1    | Petrarca Padoue          | 10 | 9 | 0 | 1  | 3  | 0  | 324 | 177 | +147 | 39  |
| 2    | SKG Gran Parma           | 10 | 8 | 0 | 2  | 5  | 0  | 301 | 183 | +118 | 37  |
| 3    | Rugby Rovigo             | 10 | 5 | 0 | 5  | 9  | 0  | 250 | 192 | +58  | 29  |
| 4    | Piacenza Two Net         | 10 | 5 | 0 | 5  | 6  | 0  | 275 | 260 | +15  | 26  |
| 5    | San Donà Iranian Loom    | 10 | 3 | 0 | 7  | 3  | 0  | 208 | 287 | -79  | 15  |
| 6    | Livorno Agenzia Espressi | 10 | 0 | 0 | 10 | 2  | 0  | 166 | 425 | -259 | 2   |

|  | Relégués (no 4, no 5, no 6) |

Attribution des points : victoire : 4, match nul : 2, défaite : 0, ; plus les bonus (offensif : 4 essais marqués ; défensif : défaite par 7 points d'écart ou moins).

### Phase finale

#### Tableau
|  | Demi-finales                 | Demi-finales                 |                        |          | Finale                                        | Finale                                        |
|  | Demi-finales                 | Demi-finales                 |                        |          | Finale                                        | Finale                                        |
|  |                              |                              |                        |          |                                               |                                               |
|  | 2001                         | 2001                         |                        |          | 2 juin 2001 au Stade Renato-Dall'Ara, Bologne | 2 juin 2001 au Stade Renato-Dall'Ara, Bologne |
|  | 2001                         | 2001                         |                        |          | 2 juin 2001 au Stade Renato-Dall'Ara, Bologne | 2 juin 2001 au Stade Renato-Dall'Ara, Bologne |
|  | Benetton Rugby Trévise       | 23 \| 28                     |                        |          | 2 juin 2001 au Stade Renato-Dall'Ara, Bologne | 2 juin 2001 au Stade Renato-Dall'Ara, Bologne |
|  | Benetton Rugby Trévise       | 23 \| 28                     |                        |          | 2 juin 2001 au Stade Renato-Dall'Ara, Bologne | 2 juin 2001 au Stade Renato-Dall'Ara, Bologne |
|  | Arix Viadana                 | 15 \| 11                     |                        |          | 2 juin 2001 au Stade Renato-Dall'Ara, Bologne | 2 juin 2001 au Stade Renato-Dall'Ara, Bologne |
|  | Arix Viadana                 | 15 \| 11                     | Benetton Rugby Trévise | 33       |                                               |                                               |
|  | 2001                         |                              | Benetton Rugby Trévise | 33       |                                               |                                               |
|  |                              | Amatori & Calvisano Fly Flot | 13                     |          |                                               |                                               |
|  | Amatori & Calvisano Fly Flot | Amatori & Calvisano Fly Flot | 13                     | 26 \| 24 |                                               |                                               |
|  | Amatori & Calvisano Fly Flot |                              |                        | 26 \| 24 |                                               |                                               |
|  | Rugby Roma RDS               | 11 \| 10                     |                        |          |                                               |                                               |
|  | Rugby Roma RDS               | 11 \| 10                     |                        |          |                                               |                                               |

#### Finale
| 2 juin 2001 | Benetton Rugby Trévise | 33 – 13 | Amatori & Calvisano Fly Flot | Stade Renato-Dall'Ara, Bologne 4 165 spectateurs Arbitre : Morandin |
| 2 juin 2001 |                        |         |                              | Stade Renato-Dall'Ara, Bologne 4 165 spectateurs Arbitre : Morandin |
| 2 juin 2001 |                        |         |                              | Stade Renato-Dall'Ara, Bologne 4 165 spectateurs Arbitre : Morandin |

## Vainqueur
| Entraîneur | Entraîneur             | Alain Teixidor                                                          |
| Avants     | Pilier                 | L. Pavin, Travagli                                                      |
| Avants     | Talonneur              | Carlesso, Fabio Ongaro                                                  |
| Avants     | Deuxième ligne         | Bortolato, Sergiacomi                                                   |
| Avants     | Troisième ligne aile   | Mauro Bergamasco, Faliva                                                |
| Avants     | Troisième ligne centre | Andrea Sgorlon                                                          |
| Arrières   | Demi de mêlée          | Francesco Mazzariol                                                     |
| Arrières   | Demi d'ouverture       | Stefano Saviozzi, Scaglia, Properzi                                     |
| Arrières   | Centre                 | D. Dallan, Mazzantini, Cor. Pilat                                       |
| Arrières   | Ailier                 | Checchinato, Common, Human, Nicola Mazzucato, Signori, Tommaso Visentin |
| Arrières   | Arrière                | Beltramini, Visser                                                      |